# Gundia
Gundia (Ctenodactylus) – rodzaj ssaka z rodziny gundiowatych (Ctenodactylidae).

## Zasięg występowania
Rodzaj obejmuje gatunki występujące w północnej Afryce (Maroko, Algieria, Tunezja i Libia).

## Morfologia
Długość ciała (bez ogona) 124–228 mm, długość ogona 20–45 mm; masa ciała 185–396 g.

## Systematyka
Rodzaj zdefiniował w 1830 roku angielski zoolog John Edward Gray w publikacji swojego autorstwa o tytule Spicilegia zoologica. Na gatunek typowy Gray wyznaczył (oznaczenie monotypowe) gundię zwyczajną (C. gundi).

### Etymologia
Ctenodactylus: gr. κτεις kteis, κτενος ktenos ‘grzebień’; δακτυλος daktulos ‘palec’.

### Nazwa zwyczajowa
We wcześniejszej polskiej literaturze zoologicznej nazwa zwyczajowa „gundia” używana była dla określenia gatunku Ctenodactylus gundi. W wydanej w 2015 roku przez Muzeum i Instytut Zoologii Polskiej Akademii Nauk publikacji „Polskie nazewnictwo ssaków świata” gatunkowi nadano oznaczenie gundia zwyczajna, rezerwując nazwę gundia dla rodzaju Ctenodactylus.

### Podział systematyczny
Do rodzaju należą następujące gatunki:
- Ctenodactylus gundi (Rothmann, 1776) – gundia zwyczajna
- Ctenodactylus vali O. Thomas, 1902 – gundia berberyjska